# Ajaniopsis
Ajaniopsis – monotypowy rodzaj roślin z rodziny astrowatych (Asteraceae). Obejmuje jeden gatunek – Ajaniopsis penicilliformis C.Shih Acta Phytotax. Sin. 16(2) 87 1978 występujący w Tybecie. Czasem włączany jest do rodzaju Artemisia.